# Беј Вилиџ (Охајо)
Беј Вилиџ (енгл. Bay Village) град је у америчкој савезној држави Охајо.

## Демографија
По попису из 2010. године број становника је 15.651, што је 436 (-2,7%) становника мање него 2000. године.
| Група             | 2000.          | 2010.          |
| Белци             | 15.655 (97,3%) | 14.973 (95,7%) |
| Афроамериканци    | 43 (0,3%)      | 85 (0,5%)      |
| Азијати           | 116 (0,7%)     | 145 (0,9%)     |
| Хиспаноамериканци | 157 (1,0%)     | 251 (1,6%)     |
| Укупно            | 16.087         | 15.651         |